# 大江弘明
大江 弘明（おおえ ひろあき、1967年1月15日 - ）は、大阪府大阪市出身の元プロ野球選手（投手）。

## 来歴・人物
大商大堺高では、山本功児の兄が監督であった。高校通算51本塁打を放つ。
1984年のプロ野球ドラフト会議でヤクルトスワローズから5位指名を受け入団。
1989年に左投げの特性を活かして投手に転向。しかし、野手・投手ともに一軍での出場機会のないまま1991年限りで現役を引退。
引退後は日本ハムファイターズの打撃投手を経て、大阪市の平野ドライビングスクールで教習指導員を務めている。

## 詳細情報

### 年度別成績
- 一軍公式戦出場なし

### 背番号
- 62 （1985年 - 1986年）
- 49 （1987年 - 1991年）
- 92 （1992年）